# Hosaka Nobuyuki
Nobuyuki Hosaka (sinh ngày 23 tháng 7 năm 1970) là một cầu thủ bóng đá người Nhật Bản.

## Sự nghiệp câu lạc bộ
Nobuyuki Hosaka đã từng chơi cho Verdy Kawasaki và Urawa Reds.

## Thống kê câu lạc bộ

### J.League
| Đội            | Năm       | J.League | J.League | J.League Cup | J.League Cup | Tổng cộng | Tổng cộng |
| Đội            | Năm       | Trận     | Bàn      | Trận         | Bàn          | Trận      | Bàn       |
| -------------- | --------- | -------- | -------- | ------------ | ------------ | --------- | --------- |
| Verdy Kawasaki | 1992      | -        | -        | 0            | 0            | 0         | 0         |
| Verdy Kawasaki | 1993      | 0        | 0        | 0            | 0            | 0         | 0         |
| Urawa Reds     | 1994      | 17       | 0        | 0            | 0            | 17        | 0         |
| Urawa Reds     | 1995      | 0        | 0        | -            | -            | 0         | 0         |
| Tổng cộng      | Tổng cộng | 17       | 0        | 0            | 0            | 17        | 0         |